# Hubert Green
Hubert Myatt Green (Birmingham, Alabama, 28 december 1946 - 19 juni 2018) was een professionele golfer uit de Verenigde Staten. Hij won toernooien op de Europese en Amerikaanse PGA Tour. Hij speelde op de Champions Tour, waar hij een paar overwinningen boekte.
Als amateur won Green het Southern Amateur in 1966 en 1969.

## Professional
Hubert Green werd in 1969 professional nadat hij aan de Florida State University zijn graad in marketing had behaald. Van 1974 - 1979 speelde hij op de Europese Tour (ET), en won het Iers Open op Portmarnock in 1977.
Op de Amerikaanse Tour behaalde hij 19 overwinningen, en valt daarmee in de top 40 van de spelers met de meeste overwinningen. Hij won twee Majors: het US Open in 1977 op de Southern Hills Country Club in Tulsa, Oklahoma en het PGA Championship in 1985 op de Cherry Hills Country Club in Cherry Hills Village, Colorado.
In 1977 eindigde Green op de derde plaats van de wereldranglijst. Hij win dat jaar het US Open, werd derde op het Brits Open achter Tom Watson en Jack Nicklaus, en won het Iers Open.
Het jaar daarop had hij een goede kans in de play-off te komen van de Masters. GAry Player was al klaar en een birdie op de laatste hole zou betekenen dat Green in de play-off zou komen. Zijn tweede slag kwam op een meter afstand van de hole terecht. Hij werd gestoord door een radiocommentator, en miste zijn putt. Later zei hij tegen Golf Digest, "Only an amateur would have been put off by the interruption — or would try to make excuses about it."
Green speelde van 1997 - 2002 op de Champions Tour, die toen nog bekendstond als Senior PGA Tour. Hij ontwierp ook golfbanen, waaronder Greystone, waar hij zijn eerste sernior-overwinning behaalde.
In november 2007 werd Green in de World Golf Hall of Fame toegevoegd bij de 'categorie senioren'.
Hij overleed op 71-jarige leeftijd aan keelkanker.

### Gewonnen

#### Amerikaanse PGA Tour
- 1971: Houston Champions International op Greystone
- 1973: Tallahassee Open, B.C. Open
- 1974: Bob Hope Desert Classic, Greater Jacksonville Open, IVB-Philadelphia Golf Classic, Walt Disney World National Team

Championship (met Mac McLendon)
- 1975: Southern Open
- 1976: Doral-Eastern, Greater Jacksonville Open, Open Sea Pines Heritage Classic
- 1977: US Open
- 1978: Hawaiian Open, Heritage Classic
- 1979: Hawaiian Open, First NBC New Orleans Open
- 1981: Sammy Davis Jr-Greater Hartford Open
- 1984: Southern Open
- 1985: PGA Championship

#### Japanse Golf Tour
- 1975: Dunlop Phoenix
- 1985: Casio World Open

#### Europese PGA Tour
- 1977: Irish Open

#### Elders
- 1980: Jerry Ford Invitational (co-winnaar)

#### Champions Tour
- 1998: Bruno's Memorial Classic
- 2000: Audi Senior Classic, Kroger Senior Classic
- 2002: Lightpath Long Island Classic

#### Teams
- Ryder Cup: 1977, 1979 en 1985
- 1999: Liberty Mutual Legends of Golf (met Gil Morgan)